# Rete tranviaria di Plauen
La rete tranviaria di Plauen è la rete tranviaria che serve la città tedesca di Plauen.

## Rete
La rete si compone di 5 linee:
- 1 Neundorf → Preißelpöhl
- 2 Preißelpöhl → Waldfrieden
- 3 Waldfrieden → Neundorf
- 4 Reusa - Oberer Bahnhof
- 5 Plamag - Südvorstadt
- 6 Reusa - Plamag